# 마리나 다 글로리아

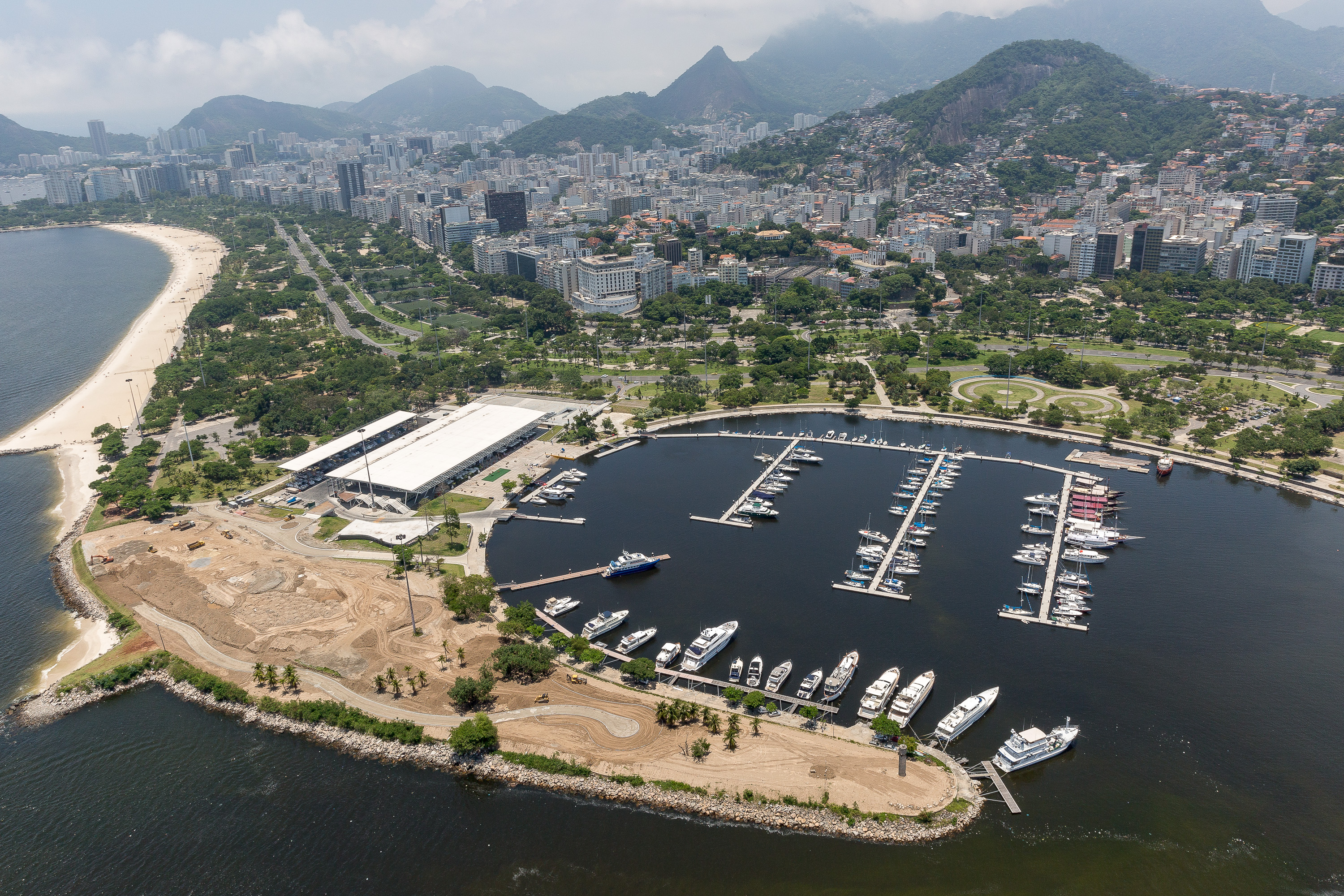
마리나 다 글로리아

마리나 다 글로리아(포르투갈어: Marina da Glória)는 브라질 리우데자네이루 글로리아에 위치한 마리나이다. 2016년 하계 올림픽에서 요트 종목 경기장으로 사용되었다.